# Leo González
Leonardo Alberto González Antequera (Valera, Trujillo, Venezuela; 14 de julio de 1972), más conocido como Leo González, es un exfutbolista y entrenador venezolano. Actualmente dirige al Anzoátegui F. C. de la Primera División de Venezuela.

## Carrera

### Como jugador
Nacido en Valera, González hizo su debut como profesional con Trujillanos en 1992. En 1995 llega al Caracas F.C., donde ganó cuatro títulos de Primera División antes de dejar el club en 2005.
González hizo su debut internacional con la selección nacional el 23 de enero de 1993, en un partido amistoso contra Perú. Con La Vinotinto participó en tres Copa América, en las ediciones de 1993, 1995 y 1997, tuvo un breve retorno a la Vinotinto para jugar en 2008 donde participó de unos cuantos partidos por Eliminatorias retirándose ese mismo año de la Selección, acumulando 37 apariciones.
Después de dejar al Caracas, González regresó a Trujillanos hasta su retiro como jugador en 2009.

### Como entrenador
González trabajó como un ayudante en Trujillanos antes de ser director del Deportivo La Guaira el 3 de junio de 2014. El 31 de julio de 2016,  fue nombrado técnico del ACD Lara.
González dejó al ACD Lara el 20 de diciembre de 2020, después de clasificar el club a la Copa Libertadores tres veces. El 1 de agosto de 2021,  regresó al club en reemplazo de Martín Brignani.
Desde marzo de 2022 asumió el mando de Estudiantes de Mérida. Logró la clasificación con el equipo rojiblanco a la fase 1 de la Copa Sudamericana.
Poco tiempo después sería anunciado que no continuaria en el club.
En octubre de 2022 fue anunciado como nuevo entrenador del primer equipo del Caracas F.C. sustituyendo al técnico interino Henry Meléndez. Club donde vistió la camiseta como futbolista profesional y sumó a su palmarés cuatro títulos de primera división. 
El 26 de diciembre de 2024, fue anunciado como nuevo entrenador del Anzoátegui F. C. para la temporada 2025.

#### Selección venezolana
A raíz de la salida de José Peseiro, en agosto de 2021 es nombrado como seleccionador interino de la Selección de Venezuela para los partidos de la Eliminatoria a la Copa Mundial 2022. Dirigió 8 partidos en los que solo pudo obtener una victoria ante Ecuador en condición de local, su interinato culminó después de la doble jornada ante Ecuador y Perú en noviembre de 2021.

## Palmarés

### Como jugador
| Título           | Club    | País      | Año     |
| ---------------- | ------- | --------- | ------- |
| Primera División | Caracas | Venezuela | 1996–97 |
| Primera División | Caracas | Venezuela | 2000–01 |
| Primera División | Caracas | Venezuela | 2002–03 |
| Primera División | Caracas | Venezuela | 2003–04 |